# Johannes de Beke
Johannes de Beke (floruit 1346; ook wel Jan Beke of Beka) was een 14e-eeuwse monnik, waarschijnlijk verbonden aan de Benedictijnse Abdij in Egmond. Hij schreef de Chronographia Johannis de Beka, een Latijnse kroniek van de graven van Holland en de bisschoppen van Utrecht, en de gebieden waarover zij heersten, van de Romeinen tot 1346.  Het werk was grotendeels gebaseerd op reeds bestaande kronieken, zoals de Rijmkroniek van Melis Stoke. Sommige historici typeren Bekes schrijfwerk als "uiterst onbetrouwbaar".
Andere auteurs hebben de Latijnse kroniek aangepast en aangevuld tot 1392. In 1395 werd het werk vertaald in het Diets. Deze versie is aangevuld tot 1430, en is een belangrijke bron voor de Hoekse en Kabeljauwse twisten in Holland en de strijd tussen Lokhorsten en Lichtenbergers in het Sticht.